# Ricky ("Weird Al" Yankovic)
Ricky è un singolo del cantante statunitense "Weird Al" Yankovic estratto dall'album con il suo stesso nome ed è la parodia della canzone Mickey di Toni Basil.
Oltre a Weird Al, nella canzone canta anche la doppiatrice statunitense Tress MacNeille.

## Significato
La canzone è un'ode alla sitcom americana degli anni cinquanta Lucy ed io.
La canzone è una sottospecie di botta e risposta fra i due protagonisti della canzone (Ricky Ricardo e Lucy Ricardo).

## Tracce
1. Ricky – 2:35
2. Buckingham Blues – 3:11

## Il video
Nel video "Weird Al" Yankovic interpreta la parte di Ricky Ricardo (per fare questo ha dovuto temporaneamente radersi i baffi, togliersi gli occhiali e cambiare pettinatura), mentre Tress MacNeille interpreta la parte di Lucy Ricardo.
Il video è tutto in bianco e nero, ma nella parte strumentale che c'è alla fine si può vedere che diventa a colori.

## Classifiche
| Classifica (1983)      | Posizione massima |
| ---------------------- | ----------------- |
| U.S. Billboard Hot 100 | 64                |